# Isophya harzi
Isophya harzi är en insektsart som beskrevs av Kis 1960. Isophya harzi ingår i släktet Isophya och familjen vårtbitare. IUCN kategoriserar arten globalt som sårbar. Inga underarter finns listade i Catalogue of Life.